# Rodenbach bei Puderbach
Rodenbach bei Puderbach – miejscowość i gmina w zachodnich Niemczech, w kraju związkowym Nadrenia-Palatynat, w powiecie Neuwied, wchodzi w skład gminy związkowej Puderbach. Liczy 667 mieszkańców (2009). Składa się z dwóch osiedli: Neitzert i Udert. Po raz pierwszy wzmiankowana w XIV wieku. jako Roudenbach.
Herb składa się z trzech części: krzyż na złotym tle nawiązuje do herbów szlacheckich von Sayn, von Witzelnbach i von Merenberg. Liść dębu symbolizuje związek osady z lasem, który stanowił podstawę gospodarki mieszkańców wsi. Zaś pośrodku umieszczono wizerunek bramy cmentarnej z wieżyczką i dzwonem, która jest symbolem gminy.